# Plongeon de haut vol aux championnats du monde de natation 2025
Navigation
Doha 2024 Budapest 2027
Les épreuves de plongeon de haut vol aux championnats du monde de natation 2025 ont lieu du 24 au 27 juillet 2025 à Sentosa à Singapour.

## Programme
Tous les horaires correspondent à l'UTC+08:00.
- Finales

| Date            | Heure | Épreuve                          |
| --------------- | ----- | -------------------------------- |
| 24 juillet 2025 | 11:00 | Épreuve féminine (tours 1 et 2)  |
| 24 juillet 2025 | 14:00 | Épreuve masculine (tours 1 et 2) |
| 25 juillet 2025 | 11:00 | Épreuve féminine (tours 3 et 4)  |
| 25 juillet 2025 | 14:00 | Épreuve masculine (tours 3 et 4) |
| 26 juillet 2025 | 11:00 | Épreuve féminine (tour 5)        |
| 26 juillet 2025 | 12:00 | Épreuve féminine (tour 6)        |
| 27 juillet 2025 | 11:00 | Épreuve masculine (tours 5)      |
| 27 juillet 2025 | 12:00 | Épreuve masculine (tour 6)       |

## Podiums
| Épreuves | Or                 | Or     | Argent          | Argent | Bronze              | Bronze |
| -------- | ------------------ | ------ | --------------- | ------ | ------------------- | ------ |
| Hommes   | James Lichtenstein | 428.90 | Carlos Gimeno   | 425.30 | Constantin Popovici | 408.70 |
| Femmes   | Rhiannan Iffland   | 359.25 | Simone Leathead | 314.50 | Maya Kelly          | 310.00 |

## Tableau des médailles
| Rang  | Nation     | Or | Argent | Bronze | Total |
| ----- | ---------- | -- | ------ | ------ | ----- |
| 1     | États-Unis | 1  | 0      | 1      | 2     |
| 2     | Australie  | 1  | 0      | 0      | 1     |
| 3     | Canada     | 0  | 1      | 0      | 1     |
| 3     | Espagne    | 0  | 1      | 0      | 1     |
| 5     | Roumanie   | 0  | 0      | 1      | 0     |
| Total | Total      | 2  | 2      | 2      | 6     |

## Résultats détaillés
| Rang               | Plongeur            | Pays             | Round 1 | Round 2 | Round 3 | Round 4 | Round 5 | Round 6 | Total  |
| ------------------ | ------------------- | ---------------- | ------- | ------- | ------- | ------- | ------- | ------- | ------ |
| Médaille d'or      | James Lichtenstein  | États-Unis       | 70.00   | 142.80  | 95.40   | 103.35  | 120.40  | 143.10  | 428.90 |
| Médaille d'argent  | Carlos Gimeno       | Espagne          | 75.60   | 142.80  | 91.80   | 140.45  | 120.40  | 114.80  | 425.30 |
| Médaille de bronze | Constantin Popovici | Roumanie         | 68.60   | 147.90  | 91.80   | 144.00  | 143.10  | 141.00  | 408.70 |
| 4                  | Jonathan Paredes    | Mexique          | 71.40   | 110.40  | 91.80   | 105.75  | 117.30  | 126.90  | 407.40 |
| 5                  | Cătălin Preda       | Roumanie         | 68.60   | 109.65  | 95.40   | 118.95  | 91.80   | 149.45  | 405.25 |
| 6                  | Gary Hunt           | France           | 75.60   | 124.95  | 72.00   | 114.40  | 102.90  | 124.80  | 375.30 |
| 6                  | Andrea Barnaba      | Italie           | 68.60   | 106.40  | 91.80   | 112.70  | 104.50  | 110.40  | 375.30 |
| 8                  | David Colturi       | États-Unis       | 67.20   | 82.80   | 97.20   | 108.10  | 89.70   | 112.70  | 366.80 |
| 9                  | Oleksiy Pryhorov    | Ukraine          | 64.40   | 109.65  | 70.20   | 113.40  | 117.30  | 108.00  | 359.90 |
| 10                 | Miguel García       | Colombie         | 67.20   | 115.15  | 73.80   | 109.20  | 80.85   | 119.60  | 341.45 |
| 11                 | Scott Lazeroff      | États-Unis       | 49.00   | 93.60   | 84.60   | 106.00  | 104.00  | 103.35  | 340.95 |
| 12                 | Davide Baraldi      | Italie           | 61.60   | 98.40   | 86.40   | 96.60   | 86.10   | 89.70   | 323.80 |
| 13                 | Braden Rumpit       | Nouvelle-Zélande | 58.80   | 103.50  | 77.40   | 85.80   | 105.80  | 79.20   | 321.20 |
| 14                 | Juan Gil            | Colombie         | 54.60   | 71.75   | 75.60   | 108.10  | 49.20   | 55.20   | 234.60 |
| 15                 | Michael Foisy       | Canada           | 42.00   | 92.40   | 72.00   | 101.20  | DNA     | DNA     | 307.60 |
| 16                 | Zach Picton         | Australie        | 40.60   | 81.00   | 70.20   | 103.35  | DNA     | DNA     | 295.15 |
| 17                 | Antonio Corzo       | Mexique          | 44.80   | 85.80   | 59.40   | 98.90   | DNA     | DNA     | 288.90 |
| 18                 | Pierrick Schafer    | Suisse           | 58.80   | 103.40  | 75.60   | 38.70   | DNA     | DNA     | 276.50 |
| 19                 | Jean-David Duval    | Suisse           | 54.60   | 79.95   | 61.20   | 75.85   | DNA     | DNA     | 271.60 |
| 20                 | Nikita Fedotov      | Arménie          | 71.40   | 57.60   | 81.00   | 16.10   | DNA     | DNA     | 226.10 |
| 21                 | Choi Byung-hwa      | Corée du Sud     | 50.40   | 57.00   | 43.20   | 61.20   | DNA     | DNA     | 211.80 |
| 22                 | Jucelino Lima       | Brésil           | 50.40   | 79.95   | 41.85   | 0.00    | DNA     | DNA     | 172.20 |
| 23                 | Miguel Cardoso      | Brésil           | 49.00   | 0.00    | 60.45   | 35.65   | DNA     | DNA     | 145.10 |

| Rang               | Plongeuse         | Pays       | Round 1 | Round 2 | Round 3 | Round 4 | Round 5 | Round 6 | Total  |
| ------------------ | ----------------- | ---------- | ------- | ------- | ------- | ------- | ------- | ------- | ------ |
| Médaille d'or      | Rhiannan Iffland  | Australie  | 66.30   | 103.20  | 85.00   | 96.90   | 105.35  | 102.60  | 359.25 |
| Médaille d'argent  | Simone Leathead   | Canada     | 59.80   | 61.60   | 83.30   | 66.00   | 81.40   | 90.00   | 314.50 |
| Médaille de bronze | Maya Kelly        | États-Unis | 59.80   | 77.70   | 71.40   | 78.00   | 88.80   | 90.00   | 310.00 |
| 4                  | Kaylea Arnett     | États-Unis | 52.00   | 94.00   | 79.90   | 96.35   | 94.00   | 65.60   | 291.50 |
| 5                  | Isabel Pérez      | Colombie   | 54.60   | 66.30   | 76.80   | 96.00   | 57.80   | 98.00   | 287.20 |
| 6                  | Ginni van Katwijk | Pays-Bas   | 54.60   | 70.20   | 76.50   | 79.80   | 79.95   | 74.10   | 285.15 |
| 7                  | María Quintero    | Colombie   | 55.90   | 90.20   | 66.30   | 81.70   | 82.00   | 74.10   | 278.30 |
| 8                  | Elisa Cosetti     | Italie     | 57.20   | 45.90   | 64.60   | 91.20   | 64.60   | 91.20   | 277.60 |
| 9                  | Molly Carlson     | Canada     | 68.90   | 96.90   | 64.60   | 92.40   | 98.80   | 39.60   | 271.90 |
| 10                 | Xantheia Pennisi  | Australie  | 37.70   | 79.95   | 68.00   | 90.30   | 83.85   | 79.95   | 269.50 |
| 11                 | Meili Carpenter   | États-Unis | 54.60   | 76.05   | 72.00   | 68.80   | 72.15   | 58.05   | 256.80 |
| 12                 | Morgane Herculano | Suisse     | 27.30   | 70.00   | 71.40   | 79.80   | 87.40   | 68.00   | 254.10 |
| 13                 | Alejandra Aguilar | Mexique    | 57.20   | 34.20   | 78.20   | 96.75   | 70.30   | 38.70   | 244.40 |
| 14                 | Madeleine Bayon   | France     | 46.80   | 75.85   | 69.70   | 66.50   | 51.80   | 64.60   | 232.90 |
| 15                 | Iris Schmidbauer  | Allemagne  | 62.40   | 39.90   | 55.80   | 64.60   | DNA     | DNA     | 222.70 |
| 16                 | Annika Bornebusch | Danemark   | 36.40   | 43.20   | 42.00   | 54.45   | DNA     | DNA     | 176.05 |